# Connarus touranensis
Connarus touranensis är en tvåhjärtbladig växtart som beskrevs av François Gagnepain. Connarus touranensis ingår i släktet Connarus och familjen Connaraceae. Inga underarter finns listade i Catalogue of Life.